# N&W-Klasse J
Die Klasse J der Norfolk and Western Railway (N&W) umfasste 14 mit Stromlinienverkleidung versehene Dampflokomotiven der Achsfolge 2’D2’ (Northern), die zwischen 1941 und 1950 von der US-amerikanischen Eisenbahngesellschaft Norfolk and Western Railway in ihren eigenen Werkstätten in Roanoke im US-Bundesstaat Virginia, gebaut wurden. Sie waren die leistungsstärksten Dampflokomotiven dieser Achsfolge, die jemals hergestellt wurden und zählten zu den letzten im Plandienst vor Expresszügen in den Vereinigten Staaten eingesetzten Dampflokomotiven. Gegen Ende 1959 wurden alle Exemplare aus dem Dienst genommen und ausgemustert. Lediglich die Lokomotive Nr. 611 ist erhalten geblieben und wird vom Virginia Museum of Transportation (VMT) als betriebsfähige Lokomotive vor Sonderzügen eingesetzt.

## Geschichte
Ende der 1930er Jahre kamen die von der N&W vor ihren Expresszügen zwischen Norfolk und Cincinnati eingesetzten Mountains der Klassen K und K2 an die Grenzen ihrer Leistungsfähigkeit. In ihren eigenen Werkstätten in Roanoke ließ die N&W daher eine neue Lokomotivklasse mit der Achsfolge 2’D2’ entwickeln, wobei erstmals eine Stromlinienverkleidung verwendet wurde. Zwischen Herbst 1941 und Januar 1942 kamen die ersten fünf Maschinen in den Dienst zwischen Norfolk und Cincinnati und erwiesen sich schnell als voller Erfolg. Bereits nach kurzer Zeit liefen die Lokomotiven sehr zuverlässig und erbrachten mehr als 20.000 km pro Monat im Schnellzugdienst. Trotz des relativ kleinen Durchmessers der Treibräder, den die N&W aufgrund ihrer überwiegend im Berg- und Hügelland liegenden Strecken gewählt hatte, waren die Maschinen in der Lage, hohe Dauergeschwindigkeiten zu fahren. Bereits 1943 lieferten die Werkstätten in Roanoke die nächsten sechs Maschinen, die allerdings kriegsbedingt – seit Dezember 1941 standen die Vereinigten Staaten im Zweiten Weltkrieg – ohne Stromlinienverkleidung gebaut werden mussten. Sie wurden daher zunächst vor allem im Güterverkehr eingesetzt. Nach Kriegsende rüstete die N&W die Stromlinienverkleidung nach. 1950 entstanden schließlich die letzten drei Exemplare, zu einer Zeit, zu der die meisten anderen Class-1-Bahnen in den USA bereits auf Diesellokomotiven setzten. Sie gelten als die letzten für Personenzüge in den USA beschafften Dampflokomotiven. Die N&W beschaffte noch bis 1953 Dampflokomotiven und wechselte erst ab Mitte der 1950er Jahre zur Dieseltraktion. Neben Zügen auf Strecken der N&W bespannten die J-Lokomotiven in den ersten Jahren auch durchlaufende Züge über Streckenabschnitte der benachbarten Southern Railway.
Bis Ende 1958 bespannte die N&W ihre wichtigsten Expresszüge mit der Klasse J. Da die N&W die letzte Bahngesellschaft mit dampfbespannten Expresszügen war, zogen die Maschinen immer mehr Interesse von Besuchern und Fahrgästen auf sich. Dazu trug auch ihr Design bei, das – auch wenn es nicht von einem der renommierten Designer wie Otto Kuhler oder Raymond Loewy entwickelt worden war – im Vergleich mit manchen anderen Stromlinienlokomotiven als sehr gelungen galt. Die Züge erreichten dabei auf geeigneten Abschnitten hohe Reisegeschwindigkeiten von über 100 km/h. Ab 1956 war der Powhatan Arrow, der mit stromlinienverkleideten Wagen der „Paradezug“ der N&W war, mit 107,49 km/h Reisegeschwindigkeit zwischen Suffolk (Virginia) und Petersburg (Virginia) der schnellste dampfbespannte Reisezug in den USA. Die Lokomotiven blieben dabei durchgehend zwischen Norfolk und Cincinnati über rund 1100 Kilometer vor dem Zug. Bekannt wurden die Maschinen in dieser Zeit auch durch Fotoserien, die O. Winston Link im Netz der N&W von den dort noch eingesetzten Dampflokomotiven machte.
1958 mietete die N&W von der Atlantic Coast Line Railroad und der Richmond, Fredericksburg and Potomac Railroad Diesellokomotiven als Ersatz für die Klasse J vor ihren Expresszügen. Bis Anfang 1959 setzte die Bahngesellschaft die Lokomotiven der Klasse J noch vor Güterzügen ein, musterte sie aber dann bis Dezember dieses Jahres vollständig aus und ersetzte sie durch Diesellokomotiven.

## Technik

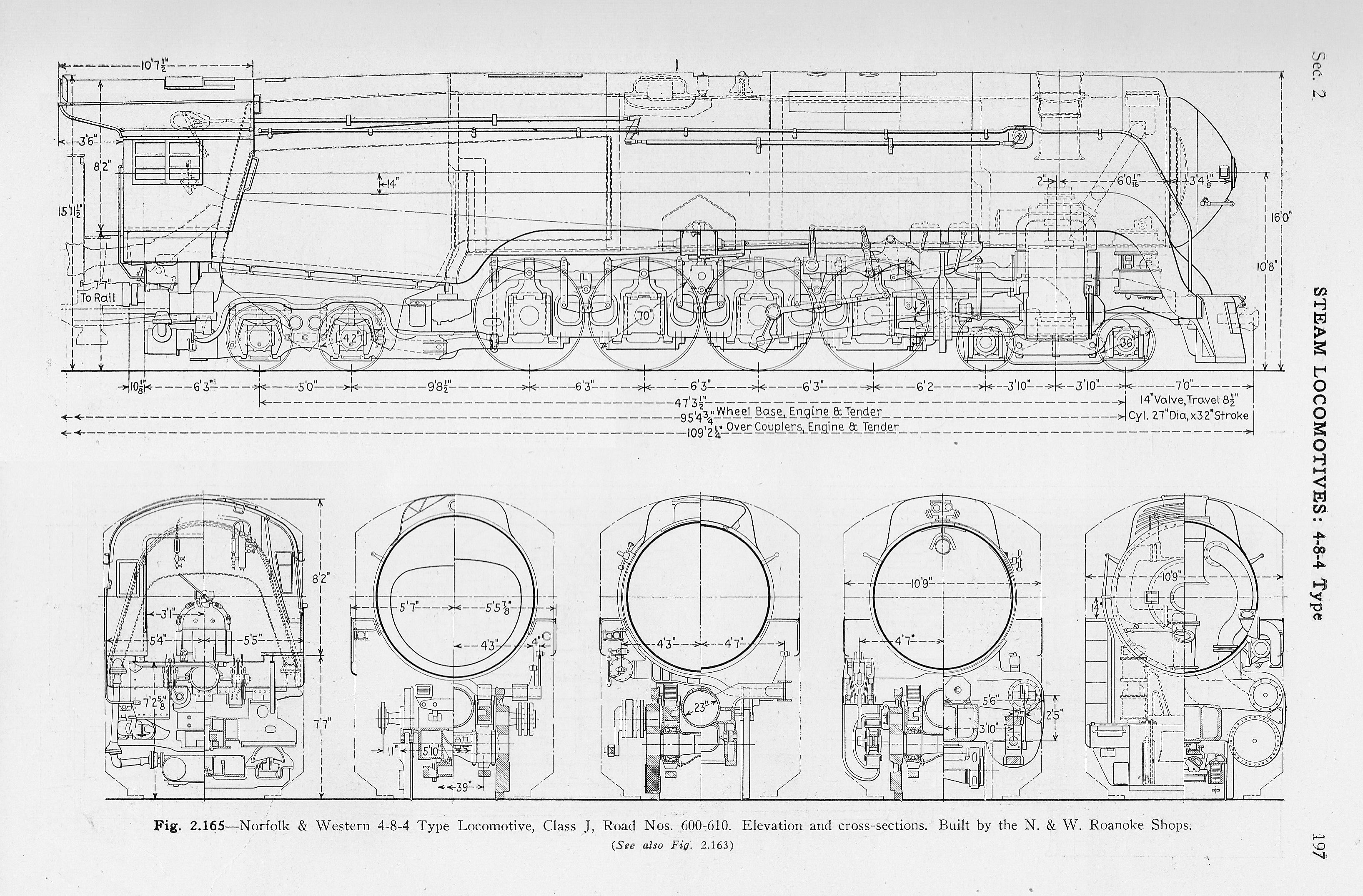
Konstruktionszeichnung der Klasse J

Die Klasse J zählt zu den leistungsfähigsten Northern-Lokomotiven, als einzige Klasse dieser Achsfolge entwickelte sie über 300 kN Zugkraft. Ihre Entwicklung steht schon am Ende der Stromliniendampflokomotiven in den USA, die N&W war daher in der Lage, Erfahrungen mit früheren Stromlinienlokomotiven anderer Gesellschaften zu berücksichtigen. Traditionell fertigte die N&W ihre Lokomotiven weitgehend selber und griff nicht auf die Lokomotivindustrie in den USA zurück. Auch das Design  der Stromlinienverkleidung wurde durch einen Ingenieur der Werkstätten in Roanoke entwickelt. Der gewählte Treibraddurchmesser ermöglichte es, diese wie auch die Kuppelstangen sowie die Stangen- und Achslager weitgehend tauschbar mit den Gelenklokomotiven der für schnelle Güterzüge zur gleichen Zeit beschafften N&W-Klasse A auszuführen. Die Lokomotiven stellten in vielen Details den damaligen Stand der Entwicklung dar. Neben dem aufgrund der Kessel- und Rostgröße obligatorischen Stoker erhielten die Maschinen Timken-Rollenlager und automatische Zentralschmieranlagen. Auffällig waren die aus besonders leichten Stahllegierungen gefertigten Treibstangen. Der damit mögliche gute Massenausgleich ermöglichte hohe Geschwindigkeiten. Bei Testfahrten auf der „Rennstrecke“ der Pennsylvania Railroad (PRR) zwischen Crestline (Ohio) und Chicago erreichte eine Maschine der Klasse J Geschwindigkeiten von fast 180 km/h. Die Ingenieure der PRR beurteilten ihren Lauf im Vergleich mit allen PRR-Lokomotiven als ruhiger, mit Ausnahme des Einzelexemplars der PRR-Klasse S1. Im Planbetrieb erreichten die Lokomotiven 90 mph, etwa 145 km/h. Zugelassen waren sie jedoch für 160 km/h.

## Verbleib
Nach der Ausmusterung blieb mit der Lokomotive Nr. 611 lediglich eine Maschine der Klasse erhalten. Sie wurde von der N&W der Stadt Roanoke geschenkt und kam in das örtliche Verkehrsmuseum. Dort blieb sie bis 1981. In diesem Jahr beschloss die N&W, aus Marketinggründen ein Programm mit dampfbespannten Sonderzügen aufzulegen und ließ dazu die Nr. 611 betriebsfähig herrichten. Das Programm wurde von der Norfolk Southern Railway (NS), in der die N&W 1982 aufging, fortgeführt und die Lokomotive blieb bis zum Ende des Programms 1994 im Einsatz vor Sonder- und Ausflugszügen auf dem Netz der NS. Anschließend kam die Maschine wieder zurück nach Roanoke in das zwischenzeitlich zum Virginia Museum of Transportation und damit zum offiziellen Verkehrsmuseum des Bundesstaates gewordene Museum. Im Jahr 2011 legte NS erneut ein Dampfprogramm auf, woraufhin das VMT untersuchen ließ, ob die Nr. 611 hierfür wieder betriebsbereit gemacht werden könnte. 2015 wurde die Maschine schließlich wieder betriebsfähig hergerichtet, im gleichen Jahr stellte NS jedoch sein Dampfprogramm wieder ein. Seitdem wird die Maschine durch das Museum vor Sonderzügen eingesetzt.
Ende 2023 wurde die Lokomotive Nr. 611 in das National Register of Historic Places aufgenommen.

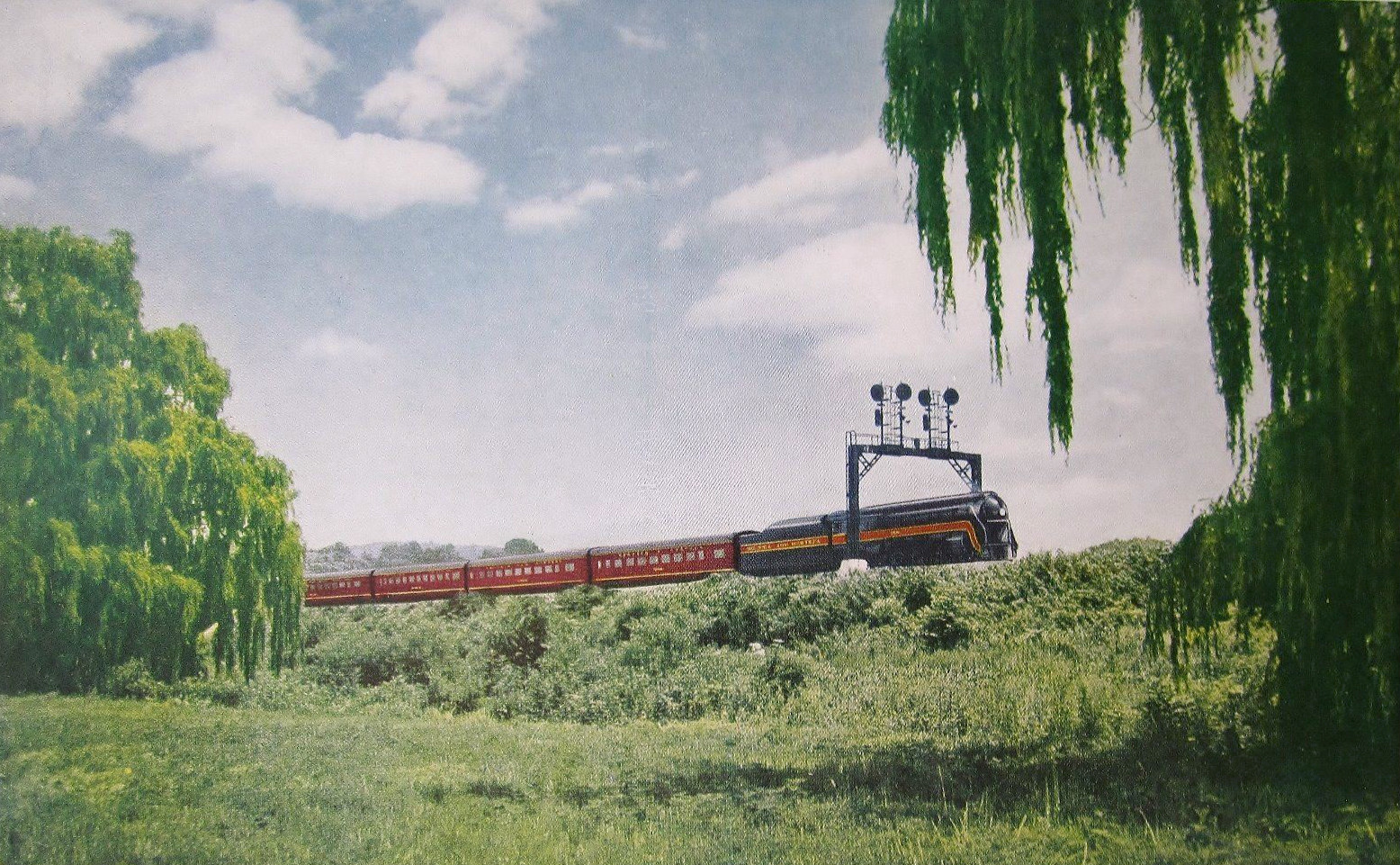
Postkarte aus den 1950er Jahren mit der Klasse J vor dem Powhatan Arrow
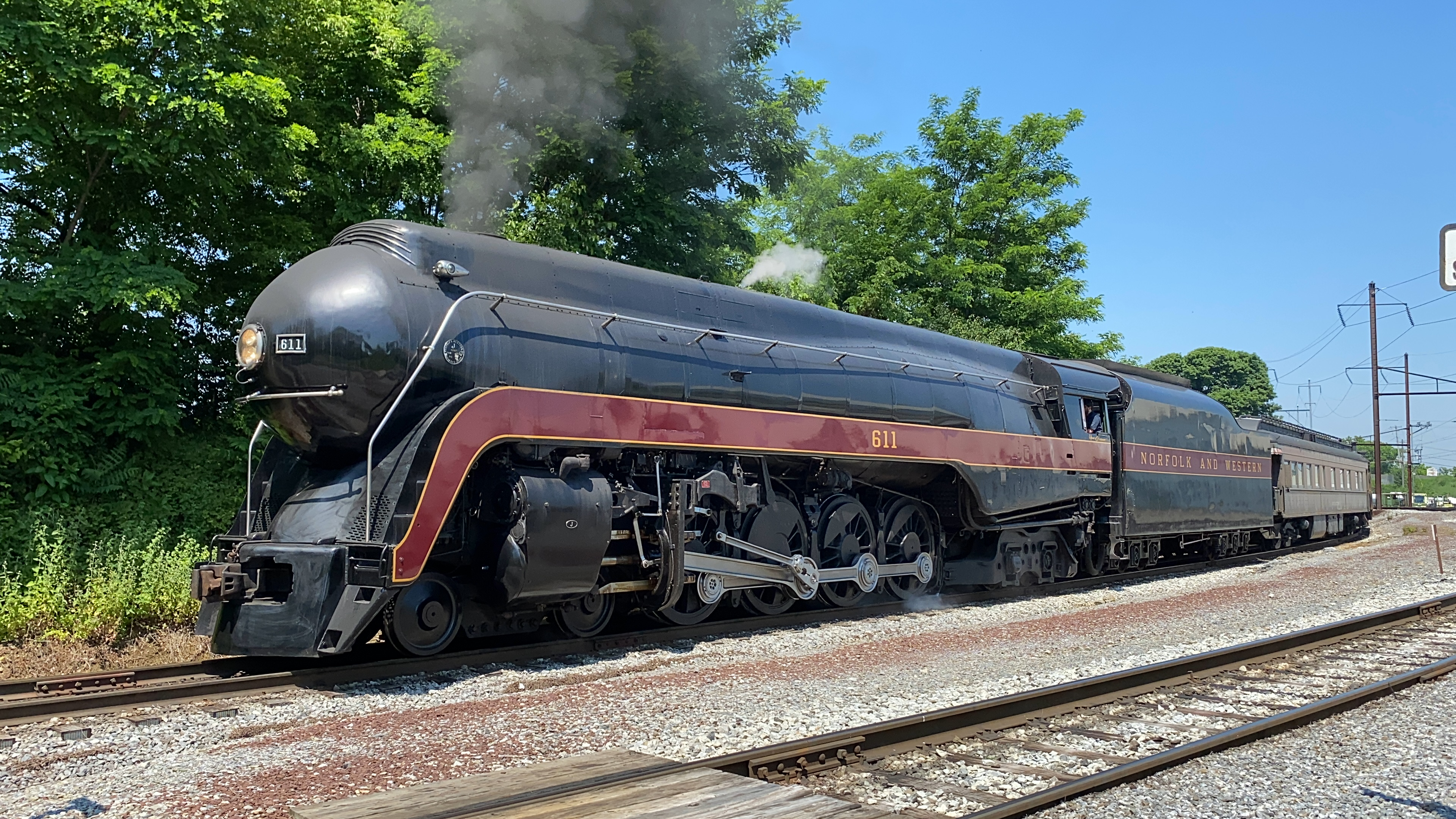
J Nr. 611 zu Gast bei der Strasburg Railroad
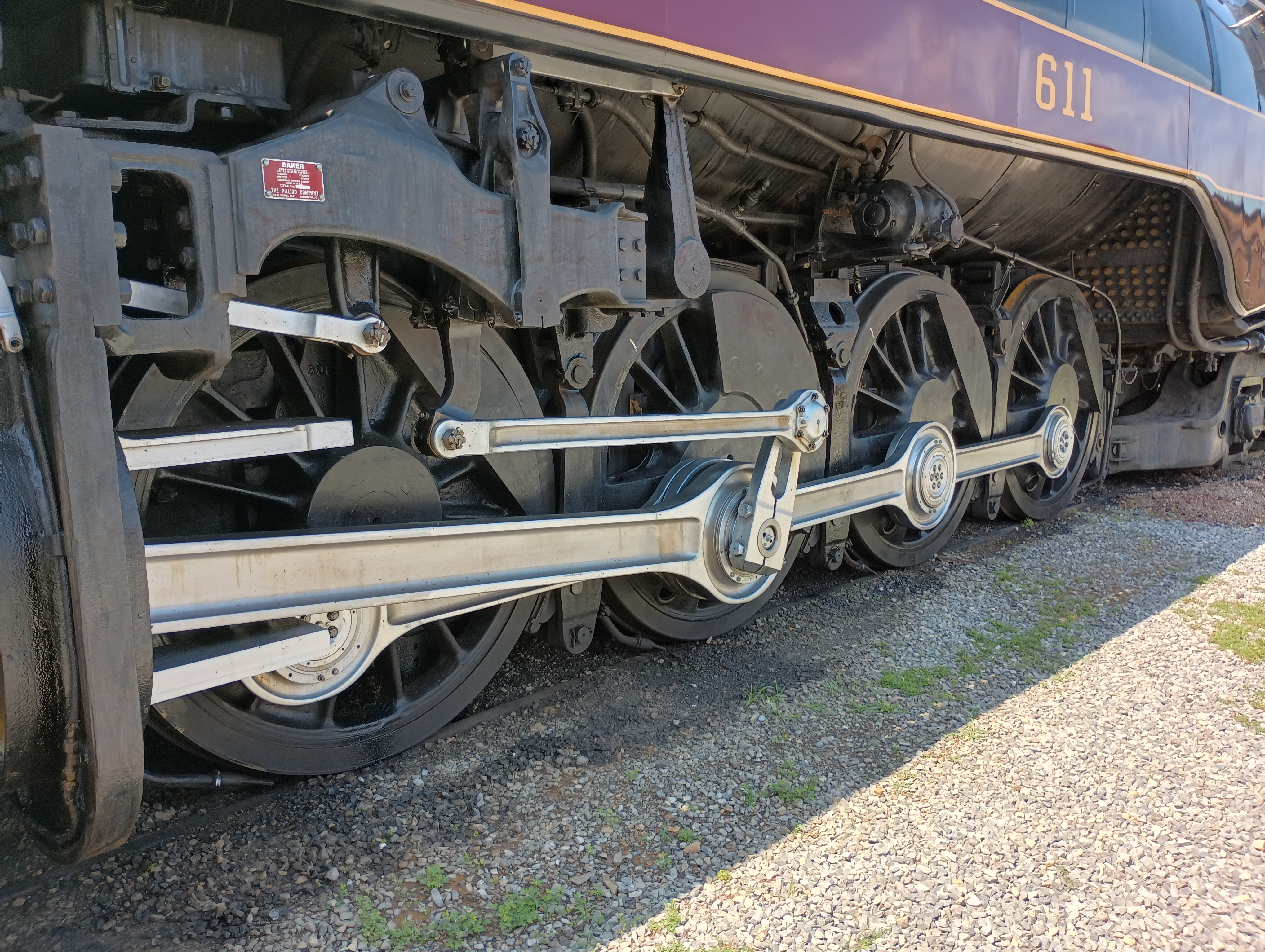
Treibradsätze der Nr. 611
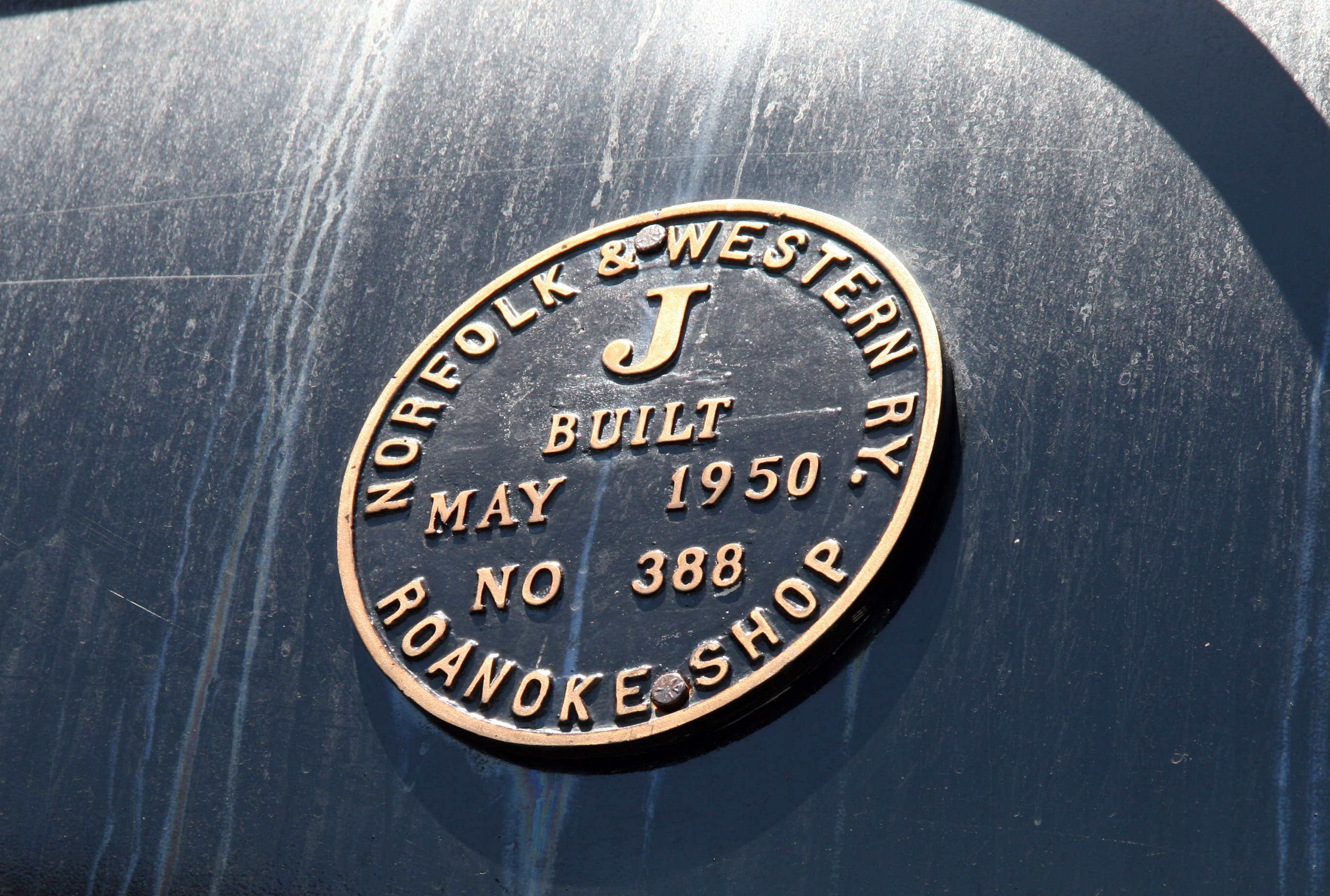
Fabrikschild der Nr. 611